# Хо Йонджі
Хо Йон Джі (кор. 허영지, 許齡智, Heo Yeong-ji; нар. 30 серпня 1994), більш відома як Йонджі, — південнокорейська співачка, танцюристка, артистка і телеведуча. Вона найбільш відома як учасниця жіночого гурту Kara, що утворився після через телевізійне шоу Kara Project у 2014 році. Хо розпочала сольну музичну кар'єру в серпні 2017 року з синглом «Memory Clock».

## Кар'єра

### До дебюту
Хо Йон Джі відвідуваал Школу сценічних мистецтв Сеула. Вона була колишнім стажером у Core Contents Media разом із колишньою учасницею T-ara Арим. Йонджі збиралася дебютувати в новому дівочому гурті, але пішла до того, як відбувся дебют. Пізніше вона стала стажисткою в KeyEast, перш ніж стати стажисткою в DSP Media .

### 2014—2015: Дебют з Kara та сольна діяльність
У травні 2014 року, після того, як колишні учасники Kara Ніколь Чон і Кан Джі Йон покинули гурт, DSP Media запустили реаліті-шоу під назвою Kara Project, участь у якому брали сім дівчат, які змагалися за те, щоб стати новими учасницями гурту. Незважаючи на те, що Йонджі пропустила 2 живі виступи через травму ноги під час тренувань, вона привернула увагу глядачів і очолила чарти голосування.
1 липня результати голосування в прямому ефірі почалися о 18:45 (КСТ). Перемонижцею стала Хо Йон Джі із загальним результатом 49,591 балів. Після перемоги в шоу вона виголосила переможну промову, сказавши, що працюватиме ще більше, як нова учасниця Kara.
У вересні 2014 року Хо стала одним із нових учасників другого сезону шоу Roommate. Вона була відома своїм приглушеним сміхом, і в різдвяному випуску Roommate було показано, що члени сім'ї Хо також мають схожі стилі сміху.
Коли її колега Ку Хара була гостем у 9 серії Roommate, вона поділилася, що хотіла, щоб Йонджі була обрана учасницею Kara, оскільки вона має чари, яких немає у існуючих учасниць, і Kara почувається з нею більш молодою.
Представник MBC EVERY1 повідомив MBN Star 18 грудня 2014 року, що Хо приєднається до 2 сезону Hitmaker як частина жіночого гурту разом із Ліззі з Orange Caramel, G.NA, Со Хьон з 4minute. Пізніше гурт отримав назву Cham So Nyeo. Гурт вперше випустив тизер своєї дебютної пісні «올해의 주문 (Magic Words)» 17 лютого, а через 3 дні, 20 лютого, — повну пісню та кліп.

### 2016–дотепер: Акторська та сольна діяльність
15 січня 2016 року DSP Media оголосила про відхід Кюрі, Синьон і Хара з гурту через закінчення терміну дії їхніх контрактів. У компанії також зазначили, що Хо продовжить свою музичну кар'єру як сольна артистка.
13 квітня Пак Кюрі заявила, що гурт не розпався і що учасниці сподіваються випустити нові альбоми в майбутньому.
У травні 2016 року її взяли на роль другого плану в драмі tvN Another Oh Hae Young. Вона також брала участь у кількох телевізійних програмах, таких як Very Private TV на MBC як акторка, War of Vocals — God's Voice на SBS як учасниця панелі та Humanity Busking на EBS як ведуча.
8 грудня 2016 року DSP Media представила Йонджі як першу приховану учасницю їхнього нового гурту KARD. Вона просувала разом із гуртом їхній перший проектний сингл «OH NA NA», який був випущений 13 грудня.
2 серпня 2017 року DSP Media підтвердила, що Хо готується до свого сольного дебюту в серпні. Її перший сингл під назвою «Memory Clock» вийшов 25 серпня.
15 грудня 2017 року MCC Entertainment опублікувала статтю, в якій повідомлялося, що вона братиме участь у другій пісні проекту. Того ж дня вийшла композиція під назвою «Longing».
У серпні 2021 року Хо Йонджі продовжила контракт з DSP Media.

## Дискографія

### Сингли
| «Memory Clock» (кор. 추억시계)                                                   | 2017 | — | Н/Д | Сингли поза альбомом |
| «Longing» (кор. 그리움)                                                          | 2017 | — | Н/Д | Сингли поза альбомом |
| «—» релізи, що не потрапили у чарти або не були випущені у відповідних регіонах. |      |   |     |                      |

### Колаборації
| Пісня             | Рік  | Альбом                                         | Інші виконавці                                      |
| ----------------- | ---- | ---------------------------------------------- | --------------------------------------------------- |
| «Magic Words»     | 2015 | Сингл без альбому                              | With Lizzy, G.NA and So-hyun as Chamsonyeo          |
| «Peek-A-Boo»      | 2015 | In Love                                        | Duet with Park Gyu-ri                               |
| «You're So Yummy» | 2015 | Tasty 2: Happy Together OST                    | Н/Д                                                 |
| «How About Me?»   | 2015 | Alohara (Can You Feel It?)                     | Goo Hara feat Young-ji                              |
| «Fingertips Love» | 2016 | «Creating a Healthy Cyber World» Campaign song | With B1A4, BtoB, A-JAX, Oh My Girl, Kassy and April |
| «Oh NaNa»         | 2016 | «K.A.R.D Project Vol.1»                        | As K.A.R.D's first hidden member                    |

## Фільмографія

### Фільм
| Рік  | Назва                   | Нотатки                            | Прим.  |
| ---- | ----------------------- | ---------------------------------- | ------ |
| 2015 | Tasty 2: Happy Together | Korean and Japanese dubbed version | [ 32 ] |

### Телесеріали
| Рік  | Назва                                       | Роль                                         | Нотатки            | Прим.         |
| ---- | ------------------------------------------- | -------------------------------------------- | ------------------ | ------------- |
| 2015 | The Alchemist                               | Oh Young-ji                                  |                    |               |
| 2016 | Another Miss Oh                             | Yoon An-na                                   |                    |               |
| 2017 | Introverted Boss                            | Actor Hwang Young-kyu's transgender daughter | Cameo (Episode 3)  |               |
| 2017 | Han Yeoreum's Memory                        | Jung Da-jung                                 |                    |               |
| 2018 | Are You Human?                              | entertainer                                  | Cameo (Episode 1)  |               |
| 2018 | The Beauty Inside                           | Han Se-gye's fan                             | Cameo (Episode 13) |               |
| 2019 | At Eighteen                                 | Kim Ji-min                                   |                    |               |
| 2021 | Park Sungshil's Death Industrial Revolution | Choi Mi-yeon                                 | drama stage        |               |
| 2021 | I Want to Live Roughly                      | Sonia                                        | Sitcom             | [ 33 ] [ 34 ] |

### ТВ-шоу
| Рік        | Назва                      | Роль           | Нотатки                                                    | Прим.  |
| ---------- | -------------------------- | -------------- | ---------------------------------------------------------- | ------ |
| 2014       | Kara Project               | Учасниця       | Перемогла на шоу і стала учасницею гурту Kara              |        |
| 2014       | The Lord Of The Ratings    | MC             |                                                            |        |
| 2014–2015  | Roommate: Season 2         | Fixed cast     |                                                            |        |
| 2014–2015  | Hitmaker Season 2          | Fixed cast     | As a member of Chamsonyeo with G.NA, Lizzy, and Sohyun     |        |
| 2015       | A Hard Day                 | Contestant     |                                                            |        |
| 2015       | Game of Thrones            | Contestant     |                                                            |        |
| 2015       | Founding Star              | Fixed cast     | Episode 1–6                                                |        |
| 2016       | Next Door CEO              | Fixed cast     | Episode 1–12                                               |        |
| 2016       | Very Private TV            | Fixed cast     |                                                            |        |
| 2016       | Vocal War: God's Voice     | Fixed panelist |                                                            |        |
| 2016       | Super Idols                | Panelist       | Mafia Team                                                 |        |
| 2016       | Hitmaker                   | Cast           | 2 сезон                                                    |        |
| 2016       | Idol Intern King           | Fixed cast     | With Qri, Kwon So-hyun, Park Narae, Hyojung, and Han Hyeri |        |
| 2016       | Humanity Busking           | Ведуча         |                                                            |        |
| 2017       | Strong Girls               | Regular cast   | With Cao Lu, Luna, Park Bo-ram, and Giant Pink             |        |
| 2017       | Beauty Academy             | Fixed MC       |                                                            |        |
| 2017       | Beauty Summit              | Fixed MC       |                                                            |        |
| 2017       | Time Space Operation F.B.I | Fixed MC       | With Lee Soo-kyung, DinDin and Heo Kyung-hwan              |        |
| 2017       | Shadow Singer              | Fixed panelist | With Kang Hodong, JR, and others                           |        |
| 2018       | I am CEO Season 2          | Fixed panelist | With Kim Sook and Boom                                     | [ 35 ] |
| 2019–т. ч. | Comedy Big League          | Ведуча         | with Shin Young-il                                         |        |
| 2021       | Change Days                | Ведуча         | with Jang Do-yeon and Yang Se-chan                         | [ 36 ] |
| 2021       | Adola School               | Вчителька      | з Сон Дон Пьо                                              | [ 37 ] |
| 2022       | One Tree Table             | Cast Member    |                                                            | [ 38 ] |
| 2022       | Pet Me Pick Me             | Ведуча         |                                                            | [ 39 ] |

### Веб-шоу
| Рік        | Назва              | Роль   | Нотатки              | Прим.  |
| ---------- | ------------------ | ------ | -------------------- | ------ |
| 2019–2020  | Review             | Ведуча | 2019 — 8 квітня 2020 |        |
| 2020–т. ч. | Latte World        | Ведуча |                      |        |
| 2021–т. ч. | 6 Sinug's hometown | Ведуча |                      |        |
| 2021–т. ч. | Vivalog            | Ведуча |                      | [ 40 ] |
| 2022       | Change Days        | Ведуча | 2 сезон              | [ 41 ] |

## Нагороди і номінації
| Нагорода                 | Рік  | Категорія                    | Номінант / Робота | Результат | Прим. |
| ------------------------ | ---- | ---------------------------- | ----------------- | --------- | ----- |
| SBS Entertainment Awards | 2014 | Show Variety Female Newcomer | Roommate          | Номінація |       |